# Riu de Set
Riu de Set és un riu afluent del Segre per l'esquerra. Neix a uns 950 m d'altitud, al vessant septentrional de la serra la Llena, entre els cims de la Tossa i de l'Abella, vora l'ermita de Sant Miquel de la Tosca. Cursa pels termes de la Pobla de Cérvoles, el Vilosell, Cervià de les Garrigues, el despoblat de les Besses, l'Albi, l'Albagés, el Cogul, Aspa, Alfés, Sunyer, Montoliu de Lleida i Sudanell, on s'uneix al seu col·lector. Els seus principals afluents són la riera de l'Albi o riuet dels Gorgs, la vall Xeca i la vall de Melons per la dreta, i, els barrancs de les Coves, de les Garrigues, la vall de Colom, la riera de la Sisquella i la vall de Rec per l'esquerra. La seva direcció general és sud-est nord-oest, i el seu recorregut és d'uns 45 km.